# NGC 759
NGC 759 è una galassia ellittica situata nella costellazione di Andromeda, a una distanza di circa 212 milioni di anni luce dalla nostra Via Lattea.

## Scoperta
La galassia è stata scoperta il 17 settembre 1865 dall'astronomo prussiano Heinrich d'Arrest.

## Gruppo di NGC 669
NGC 759 fa parte del gruppo di NGC 669, un raggruppamento che comprende almeno una trentina di galassie, di cui 15 sono incluse nel New General Catalogue e 3 nell'catalogue IC.

## Ammasso di galassie Abell 262
NGC 759 fa anche parte dell'ammasso di galassie Abell 262, un sotto-insieme del superammasso di Perseo-Pesci. Le altre galassie del catalogo NGC presenti in questo ammasso, che comprende più di 100 membri, sono: NGC 700, NGC 703, NGC 704, NGC 705, NGC 708, NGC 709, NGC 710, NGC 714 e NGC 717.

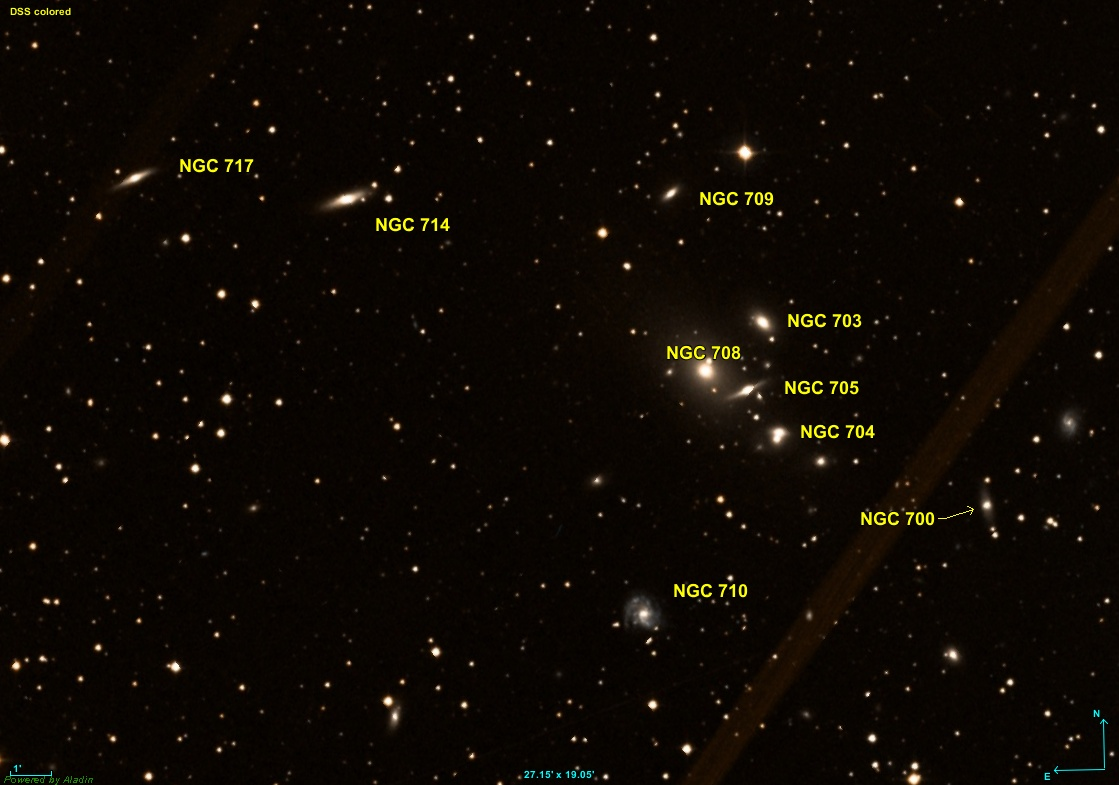
L'ammasso di galassie Abell 262. NGC 759 è situata al di fuori del campo dell'immagine, sulla sinistra.

## Supernova
La supernova SN 2002fb è stata scoperta in NGC 759 il 6 settembre 2002 da un gruppo di astronomi impegnati nel programma LOTOSS dell'Osservatorio Lick. La supernova è stata classificata di tipo Ia.